# Barney Stinson
Barney Stinson je izmišljeni lik koji se pojavljuje u seriji Kako sam upoznao vašu majku. Glumi ga Neil Patrick Harris.

## O Barneyu Stinsonu
Barney Stinson rođen je između 1974. i 1976. godine. Njegov točan datum rođenja se ne zna. Odrastao je na Staten Islandu. On je pravi ženskar i biznismen. Barney je iluzionist, kao i njegov glumac Neil Patrick Harris. Njegovi trikovi često uključuju vatru, kao što je viđeno u 10. epizodi 2. sezone "Single Stamina" i u 4. epizodi 4. sezone "Intervention". Njegovi načini prikupljanja žena se nalaze u knjizi "The Playbook" koja je prvi put viđena u 8. epizodi 5. sezone "The Playbook". 
Nakon što ga je njegova cura Shannon ostavila 1998. godine, odlučio je promijeniti svoj život. Odlučio se početi oblačiti u odijela te se zaposlio u kompaniji AltruCell Corporation.
Kasnije je upoznao najbolje prijatelje Teda, Marshalla, Lily i Robin. Kasnije u seriji Barney se zaljubljuje u Robin te ju zaprosi u epizodi "The Final Page".

## Najbolji prijatelji

### Ted Mosby
Barney i Ted su se upoznali 2001. u MacLaren's Pubu. Barney je tada rekao Tedu da će ga naučiti "kako živjeti". Barney i Ted se druže tražeći cure. Barney misli da je Ted njegov najbolji prijatelj, bez obzira na to što Ted kaže da je njegov najbolji prijatelj Marshall.

### Marshall Eriksen
Ted je međusobno upoznao Barneya i Marshalla. Od tada su njih dvojica jako dobri prijatelji. Bore se za naslov Tedovog najboljeg prijatelja.
U epizodi "Slap Bet" Marshall i Barney su se okladili na pitanje je li Robin bila pornozvijezda u prošlosti. Utvrdi se da nije te Marshall može ošamariti Barneya 5 puta; bilo kada, bilo gdje. Ošamari ga u epizodama "Slap Bet", "Stuff", "Slapsgiving", "Slapsgiving 2: Revenge of the Slap", "Slapsgiving 3: Slappointment in Slapmarra" i "The End of the Aisle".

### Lily Aldrin
Barney i Lily su jako dobri prijatelji. Barney misli da tajno privlači Lily, ali Lily to nikada ne potvrdi. Voli njezinu vještinu manipuliranja i laganja ljudi. Lily često naziva Barneya "najvećim perverznjakom na svijetu", ali ga naziva jednim od njezinih najboljih prijatelja.

### Robin Scherbatsky
Barney i Robin se međusobno upoznaju preko Teda. U 16. epizodi 3. sezone "Sandcastles in the Sand" Barney i Robin spavaju zajedno. U 4. sezoni Barney ju počinje voljeti te počnu biti u vezi u zadnjoj epizodi iste sezone "The Leap". U 7. epizodi 5. sezone "The Rough Patch" prekinu, ali u epizodi "The Final Page" (u 8. sezoni) Barney zaprosi Robin. Ona prihvati, te se ožene u epizodi "The End of the Aisle". Budući Ted otkriva da su se rastali 2016.